# حسني صالح
حسني إبراهيم (13 أغسطس 1960 - ) هو مخرج ومؤلف سيناريو ومدير تصوير مصري.

## حياته ونشأته
وُلد «حسني» 13 أغسطس 1960 بالقاهرة، تخرج من كلية الفنون التطبيقية جامعة حلوان قسم تصوير سينمائي، متزوج من الممثلة المصرية روان الفؤاد.

## مسيرته
بدأ مشواره مدير تصوير عام 1982، وشارك في أعمال أخرجها إسماعيل عبد الحافظ كما عمل مدير إنتاج فني في شركة الجابري وشارك في العديد من الأعمال التليفزيونية الكبرى ومنها مسلسل «عمرو بن العاص».

## أعماله

### تصوير[3]
- أدهم وزينات والثلاث بنات 2003 - مسلسل (مدير التصوير)
- جحا المصري 2002 - مسلسل (مدير التصوير)
- لدواعي أمنية 2002 - مسلسل (مصور)
- الفرار من الحب 2000 - مسلسل (مدير التصوير)
- سامحوني ماكنش قصدي 1999 - مسلسل (مدير التصوير)
- الضوء الشارد 1998 - مسلسل (مدير التصوير)
- امرأة من زمن الحب 1998 - مسلسل (مدير التصوير)
- أهالينا 1997 - مسلسل (مدير التصوير)
- جمهورية زفتى 1997 - مسلسل (مدير التصوير)
- ضد التيار 1997 - مسلسل (مدير التصوير)
- خالتي صفية والدير 1996 - مسلسل (مصور)
- الشباب يعود يوما 1995 - مسلسل (مدير التصوير)
- المضحكون 1995 - مسلسل - فوازير (مصور)
- ليالي الحلمية ج5 1995 - مسلسل (مصور)
- وعادت زوجتي 1995 - سهرة تليفزيونية (مصور)
- إحنا فين 1994 - مسلسل - فوازير (مصور)
- وحوش أليفة 1994 - سهرة تليفزيونية (مدير التصوير )
- حكاية شفيقة ومتولي 1993 - مسلسل (مدير التصوير)

غاضبون وغاضبات 1993 - مسلسل (مصور)
- السوق 1992 - مسلسل (مصور)
- لعبة الحب والجنان 1992 - مسرحية (مصور)
- ليالي الحلمية ج4 1992 - مسلسل (مصور)
- مغامرات زكية هانم 1992 - مسلسل (مصور)
- وما زال النيل يجري 1992 - مسلسل (مصور داخلي)
- رحلة أبو الوفا 1991 - مسلسل (مصور)
- ليالي الحلمية ج3 1990 - مسلسل (مصور)
- الإسلام والإنسان 1988 - مسلسل (مصور)
- فوازير المناسبات 1988 - مسلسل - فوازير (مصور خارجي)
- الضابط والمجرم 1987 - مسلسل (مدير التصوير)
- الطبري 1987 - مسلسل (مصور)

- لا إله إلا الله ج3 1987 - مسلسل (مصور خارجي)

- الوسام 1978 - فيلم (مشرف إضاءة)
- الميراث - سهرة تليفزيونية (مدير التصوير)
- عيلة ما حصلتش- مسرحية (مدير التصوير)

### إخراج
- قلع الحجر 2024 - مسلسل
- الحلم 2022 - مسلسل
- بت القبايل 2020 - مسلسل
- خط ساخن 2020 - مسلسل
- الوسواس 2015 - مسلسل
- خلف الله 2013 - مسلسل
- هو فيه كده!! 2013 - فيلم
- حافة الغضب 2012 - مسلسل
- وادي الملوك 2011 - مسلسل
- شيخ العرب همام 2010 مسلسل
- الرحايا حجر القلوب 2009 - مسلسل

### تمثيل
- الحلم 2022 - مسلسل
- المصراوية ج1: الفجر في بشنين 2007 - مسلسل (من رجال المنصر)
- أولاد الليل 2007 - مسلسل
- حدائق الشيطان 2006 - مسلسل (أخو ريم البارودي و قاتلها).
- عفاريت السيالة 2004 - مسلسل (من رجال المؤامرة في إسكندرية).
- سامحوني ماكنش قصدي 1999 - مسلسل
- ليالي الحلمية ج5 1995 - مسلسل (سائق الليموزين).

### إشراف
- نسيم الروح 2008 - مسلسل (إشراف عام).
- عفاريت السيالة 2004 - مسلسل (إشراف فني).
- رجل الأقدار 2003 - مسلسل (إشراف فني).